# Maciaszowce
Maciaszowce (słow. Matiašovce) – wieś (obec) na Słowacji, w powiecie kieżmarskim, kraju preszowskim. Znajduje się na wysokości 556 m n.p.m. w etnograficznym regionie zwanym Spiszem, nad rzeką Rieka uchodzącą do Dunajca.
Miejscowość zabudowana jest w typowy dla Spiszu sposób: domki skupione blisko siebie, bezpośrednio przy głównej drodze prowadzącej przez wieś. Jest to droga krajowa nr 542 ze Starej Wsi Spiskiej do Białej Spiskiej. Oprócz niej z Maciaszowców wychodzi jeszcze droga, do otoczonej lasami Magury Spiskiej, niewielkiej miejscowości Zálesie.
Miejscowość została założona na początku XIV wieku przez Kokosza Berzewiczego i początkowo wchodziła w skład dóbr niedzickich. W latach 1412–1769 należała do Polski. Zachowały się dokumenty o wielkiej zarazie (zwanej wówczas „morowym powietrzem”) w latach 1710-1711, w wyniku której zmarło 236 jej mieszkańców.
Nazwa miejscowości pochodzi od imienia Matiasz, które w starej gwarze podhalańskiej znaczy Maciej. Głównym zabytkiem Maciaszowców jest pochodzący z XIV w. kościół Św. Piotra i Pawła, otoczony grubym murem kamiennym, w którym wykonane są stacje drogi krzyżowej.
Do historii wsi Maciaszowce na Spiszu przeszedł najstarszy mieszkaniec Maciej Birkowski (1576–1708), który według ksiąg metrykalnych dożył 132 lat. Osobę Macieja Birkowskiego przedstawia Roman Kaleta w publikacji „Sensacje z dawnych lat” (wyd. 1986, str. 131).
We wsi jest używana gwara spiska, zaliczana przez polskich językoznawców jako gwara dialektu małopolskiego języka polskiego, przez słowackich zaś jako gwara przejściowa polsko-słowacka.